# راهنما (فیلم)
راهنما (به هندی: Guide) فیلمی محصول سال ۱۹۶۵ و به کارگردانی ویجی آنانداست. در این فیلم بازیگرانی همچون دو آناند، وحیده رحمان، لیلا چیتنیس، رشید خان ایفای نقش کرده‌اند.